# Carex chaofangii
Carex chaofangii är en halvgräsart som beskrevs av Chao Zong Zheng och X.F.Jin. Carex chaofangii ingår i släktet starrar, och familjen halvgräs. Inga underarter finns listade i Catalogue of Life.